# عابدين (درعا)
عابدين قرية سورية تتبع ناحية الشجرة في منطقة درعا في محافظة درعا. بلغ عدد سكانها 1,454 نسمة في عام 2004 حسب إحصاء المكتب المركزي للإحصاء.

## تاريخ
في عام 1596، ظهرت عابدين في سجلات الضرائب العثمانية كجزء من ناحية جولان شرقي في قضاء حوران. كان عدد سكانها من المسلمين فقط ويتألف من 12 أسرة و8 عزاب. تم دفع معدل ضريبة ثابت بنسبة 25٪ على القمح (7050 آقجة) والشعير (3150 آقجة) والمحاصيل الصيفية (1890 آقجة) والماعز و/أو خلايا النحل (500 آقجة)، بالإضافة إلى الضرائب على طاحونة مائية (30 آقجة) والإيرادات العرضية (500 آقجة)؛ بإجمالي 13000 آقجة.
ابتداءً من عام 1847، وصلت موجات من الجزائريين، وخاصة أولئك المرتبطين بالزعيم المناهض للاستعمار عبد القادر الجزائري، هربًا من الاضطهاد أو الحرب أو المصاعب تحت الحكم الفرنسي في بلادهم إلى سوريا العثمانية. خلال هذه الموجة الأولى (1847-1860)، خصصت السلطات العثمانية أراضي للعديد من المهاجرين الجزائريين في سهل حوران وتلال جبال عجلون. ومن بين القرى التي استوطنوا فيها كانت عابدين.
في ثمانينيات القرن التاسع عشر، دوّن غوتليب شوماخر أن عابدين كانت قرية متوسطة الحجم يبلغ عدد سكانها 150 نسمة. كانت كوخها الستة والثلاثون مبنية من الحجر أو الطين. كانت مياه القرية تزود من نبع قريب وكانت الأراضي المحيطة بها خصبة ومزروعة. كان لدى شيخ عابدين كتلة بازلتية قديمة منقوشة باللغة اليونانية في أراضي منزله. في محيط القرية كان هناك مسجد مدمر، أطلق عليه شوماخر اسم جامع عابدين، يجاوره برج مربع يبلغ ارتفاعه حوالي 12 قدمًا (3.7 مترًا) وبُني بشكل جيد من كتل بازلتية.
حوالي عام 1927، تم إعادة توطين ما بين 150 و200 جزائري من قرية شعارة بالقرب من طبريا في عابدين بعد أن باع نجل عبد القادر، الأمير سعيد المقيم في دمشق، قريتهم إلى منظمة استيطانية يهودية.